# МБАЛ „Вита“
„Вита“ е първото частно лечебно заведение в гр. София. През 1992 г. медицинската практика е включвала три кабинета и малък лабораторен бокс. „Вита“ разполага с две бази, снабдени с най-модерната техника за диагностика и лабораторни изследвания, както и лекари – доказани професионалисти в над 30 области на съвременната медицина.

## МБАЛ ВИТА
Многопрофилна болница за активно лечение Вита се намира в гр. София, ул. „Филип Кутев“№10. Здравното заведение включва болничен стационар с над 200 болнични легла, болнична аптека, седем операционни зали, модерна реанимация и следните отделения и структури:
- Хирургия: обща, коремна, лапароскопска
- Урология и андрология
- Ортопедия и травматология
- Анестезиология и реанимация
- АГ отделение
- Неонатологично отделение
- Ин Витро център
- Образна диагностика
- Пластична, реконструктивна и естетична хирургия
- Вита Херния Център
- Метаболитна и бариатрична хирургия
- Вита дисплазия център
- Дневен детски стационар
- Сектор Изгаряния

## ДКЦ ВИТА – База 1
ДКЦ ВИТА – База 1 се намира гр. София, ул. „Драговица“№9. Тук функционират следните кабинети:
- Акушерство и гинекология
- Вътрешни болести
- Гастроентерология
- Дерматология и венерология
- Детски болести
- Ендокринология
- Кардиология
- Мамология
- Неврология
- Нефрология
- Ортопедия и травматология
- Очни болести
- Пластична и естетична хирургия
- Пулмология
- Урология
- Уши нос гърло
- Хирургия
- Рентгенология и ултразвукова диагностика
- Ангиология

## ДКЦ ВИТА – База 2
ДКЦ ВИТА – База 2 се намира в гр. София, ул. „Филип Кутев“№10. Тук функционират следните кабинети:
- Акушерство и гинекология
- Вътрешни болести
- Гастроентерология
- Дерматология и венерология
- Детски болести
- Ендокринология
- Кардиология
- Мамология
- Неврология
- Нефрология
- Ортопедия и травматология
- Очни болести
- Пластична и естетична хирургия
- Пулмология
- Урология
- Уши нос гърло
- Хирургия
- Рентгенология и ултразвукова диагностика
- Ангиология